# Tarasiwka (rejon krzemieńczucki)
Tarasiwka (ukr. Тарасівка) – wieś na Ukrainie, w obwodzie połtawskim, w rejonie krzemieńczuckim, w hromadzie Semeniwka. W 2001 liczyła 347 mieszkańców.